# Гальего Мартинес, Хусто

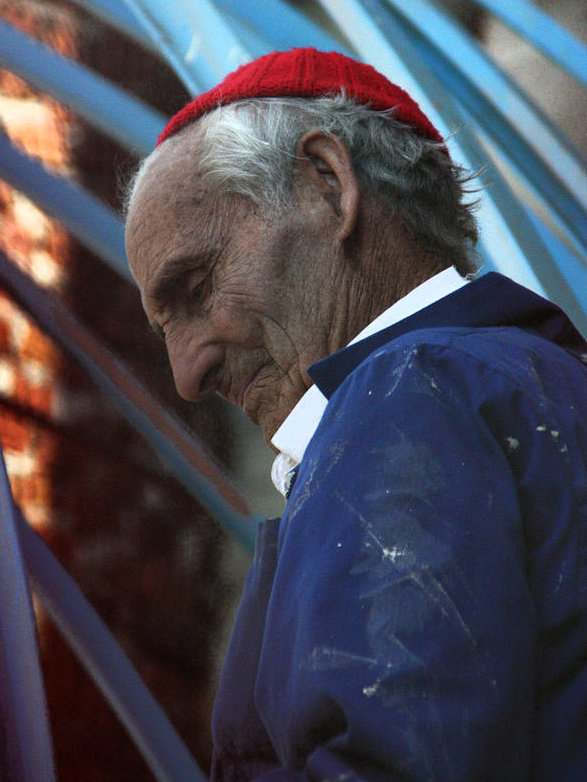
Justo Gallego Martínez

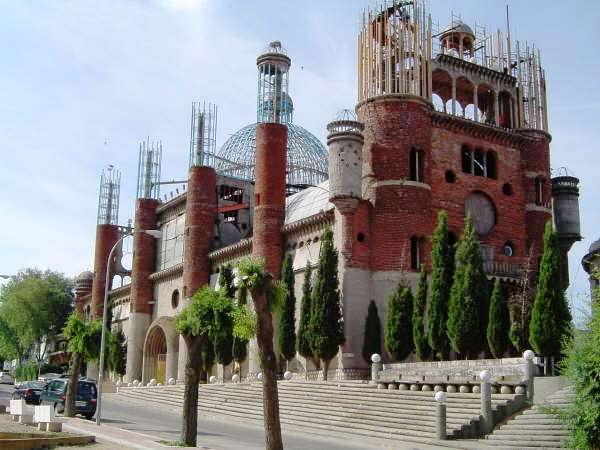
Собор Хусто Гальего Мартинеса. Мехорада-дель-Кампо (Мадрид, Испания). 2005

Хусто Гальего Мартинес (исп. Justo Gallego Martínez, 20 сентября 1925 — 28 ноября 2021) — испанский архитектор и фермер, бывший послушник в цистерцианском монастыре Санта-Мария-де-Уэрта. Он строит свой собственный собор в испанском городке Мехорада-дель-Кампо, в 20 км от Мадрида.

## Биография
Происходит из бедной набожной крестьянской семьи. Из-за гражданской войны в Испании Хусто не смог получить образование, а в возрасте 10 лет оказался свидетелем, как войска коммунистов расстреляли священников и разграбили собор в Мехорада-дель-Кампо, что произвело на него большое впечатление. Гальего Мартинес поступил в трапистский монастырь, но покинул его через 8 лет в 1961 году, так как заболел туберкулёзом. Тогда, вернувшись в свой родной город, Хусто начал строить свой собор на участке земли, унаследованном от родителей. Он пообещал, что если излечится от туберкулёза, то построит собор, посвящённый Богородице Пиларской, чья основная святыня находится в Сарагосе.

## Собор
Гальего начал строить собор 12 октября 1961 г., в день памяти Богородицы Пиларской. Он говорит: «План собора есть только в моей голове, и со временем он пересматривается, в зависимости от моих возможностей и вдохновения».
Внешний размер здания 20×50 м, а общая площадь участка 8 000м2, высота купола главного здания (по образцу базилики Святого Петра) около 40 метров, диаметр около 12 метров. Большинство строительных материалов и инструментов, которыми Хусто пользуется для строительства своего собора, являются вторичным сырьём. Некоторые строительные фирмы, в частности, кирпичный завод г. Мехорада-дель-Кампо, жертвуют материалы на возведение храма. В качестве опалубки при возведении колонн используются бочки для бензина. Здание строится без помощи крана. Необходимо приблизительно 15-20 лет для завершения строительства.

### Поддержка и финансирование
Хусто Гальего работал в основном в одиночку, но иногда ему помогают шесть его племянников и, время от времени, добровольцы, часто из других стран. Обычно он начинает работать в 6 утра и работает 10 часов, кроме воскресенья. Иногда, по ключевым вопросам, он консультируется с экспертами за свой счет. Финансирование строительства осуществляется за счёт аренды или продажи унаследованных им земель и за счёт частных пожертвований. В 2005 году рекламная кампания безалкогольного напитка Aquarius принесла ему и его собору известность во всей Испании и во многих странах.
У Хусто не было официального разрешения на строительство от властей Мехорада-дель-Кампо. Его собор строится в частном порядке, без благословения или поддержки Католической Церкви. Он объяснял свой труд так: «Это акт веры». Собор он завещал католической епархии Алькала-де-Энарес, к которой г. Мехорада относится территориально.
Жители Мехорады по-разному относятся к строительству храма: некоторые оценивают труд Хусто положительно, полагая, что такая достопримечательность способствует привлечению туристов в их небольшой городок. Другие считают собор никуда не годным и ждут, что городские власти наконец-то прекратят его возведение.
В 2006 г. был снят короткометражный документальный фильм о Гальего на телеканале Discovery (в латиноамериканской версии). О нём также упоминается в Музее современного искусства в Нью-Йорке.
Умер Хусто Гальего 28 ноября 2021 года.